# Туринская шкала

Туринская шкала

Туринская шкала или шкала Торино — это таблица, показывающая степень опасности, исходящую от определённого небесного объекта (например, астероида). Шкала имеет субъективную оценку, чем отличается, например, от шкалы Палермо.

## Описание
Туринская шкала использует величины от 0 до 10. 0 означает, что вероятность столкновения объекта с Землёй настолько мала, что попадает в ошибки наблюдений. 10 означает, что соударение неизбежно, и оно приведёт к глобальным последствиям. Вообще, величина опасности по туринской шкале определяется исходя из математической вероятности столкновения и кинетической энергии соударения.
Слишком малые объекты не включаются в оценку по шкале, по причине сгорания в атмосфере Земли, даже и при 100% вероятности столкновения.
Туринская шкала была создана профессором Ричардом Бинзелем из отдела исследования Земли, атмосферы и планетологии в Массачусетском технологическом университете. Первая версия шкалы называлась «Индекс опасности объектов, сближающихся с Землёй» и была представлена на конференции ООН в 1995 и опубликована в материалах конференции. 
Доработанный вариант шкалы был представлен во время международной конференции по околоземным объектам, проходившей в июне 1999 года в Турине (Италия). Участники конференции проголосовали за принятие представленного доработанного варианта шкалы, а также за наделение шкалы её нынешним именем («туринская шкала») в качестве признания духа международного сотрудничества, проявленного на этой конференции в деле исследования угроз, представляемых околоземными объектами.

## Туринская шкала
| Белая зона (нет риска): События, не имеющие последствий.                            | Белая зона (нет риска): События, не имеющие последствий. |
| ----------------------------------------------------------------------------------- | --- |
| 0.                                                                                  | Вероятность столкновения нулевая, или настолько низкая, что может считаться нулевой. Это также относится к небольшим объектам таким, как, например, метеоры и тела, которые сгорают в атмосфере, и к редким метеоритам достигающим поверхности, но редко вызывающим ущерб. |
| Зелёная зона (нормальная): События, заслуживающие осторожной проверки.              | |
| 1.                                                                                  | Рядовое открытие космического объекта, движение которого не представляет никакой опасности для Земли. Вычисления показывают, что вероятность столкновения чрезвычайно низкая, и нет никаких причин для заострения общественного внимания и беспокойства. Новые наблюдения скорее всего приведут к переназначению этого события на уровень 0. |
| Жёлтая зона (пристальное внимание астрономов): События, заслуживающие беспокойства. | |
| 2.                                                                                  | Открытие, которое может привести к созданию программы по расширенному поиску объекта, проходящего хотя и довольно близко от Земли, но не представляющего собой чего-то очень необычного. Пока заслуживает внимания астрономов, но нет причины для заострения общественного внимания и беспокойства, так как вероятность столкновения очень низкая. Новые телескопические наблюдения скорее всего приведут к переназначению данного события на уровень 0. |
| 3.                                                                                  | Тесное сближение, заслуживающее внимания астрономов. Вычисления дают 1 % и большую вероятность столкновения, способного вызвать локальные разрушения на поверхности Земли. Наиболее вероятно, что новые телескопические наблюдения переведут данное событие на уровень 0. Событие заслуживает внимания общественности и представителей власти, если сближение произойдёт в течение последующего десятилетия.                                             |
| 4.                                                                                  | Тесное сближение, заслуживающее внимания астрономов. Вычисления дают 1 % и большую вероятность столкновения, способного вызвать опустошение значительной области поверхности Земли. Наиболее вероятно, что новые телескопические наблюдения переведут данное событие на уровень 0. Событие заслуживает внимания общественности и представителей власти, если сближение произойдёт в течение последующего десятилетия.                                    |
| Оранжевая зона (угроза): Угрожающие события.                                        | |
| 5.                                                                                  | Тесное сближение, представляющее серьёзную, но всё ещё неопределённую угрозу местного опустошения. Критическое внимание астрономов — необходимо окончательно определить, произойдёт или нет столкновение. Если столкновение произойдёт в течение последующего десятилетия, должна быть гарантирована разработка правительственных планов устранения последствий чрезвычайных ситуаций.                                                                   |
| 6.                                                                                  | Тесное сближение с крупным объектом, представляющее серьёзную, но всё ещё неопределённую угрозу глобальной катастрофы. Критическое внимание астрономов — необходимо окончательно определить, произойдёт или нет столкновение. Если столкновение произойдёт менее, чем через три десятилетия, должна быть гарантирована разработка правительственных планов устранения последствий чрезвычайных ситуаций.                                                 |
| 7.                                                                                  | Очень тесное сближение с крупным объектом, которое должно произойти в ближайшем столетии, представляющее беспрецедентную, но всё ещё неопределённую угрозу глобальной катастрофы. В случае возникновения угрозы в ближайшем столетии должна быть гарантирована разработка международными организациями планов на случай чрезвычайной ситуации, а также безотлагательного окончательного заключения: произойдёт столкновение или нет.                     |
| Красная зона: Неизбежные столкновения.                                              | |
| 8.                                                                                  | Неизбежное столкновение, способное вызвать местное ударное разрушение поверхности в случае падения на сушу или цунами, если падение объекта произойдёт недалеко от берега. Такие события происходят в среднем один раз в 50 — 1000 лет. |
| 9.                                                                                  | Неизбежное столкновение, способное вызвать беспрецедентное опустошение целого региона в случае падения объекта на сушу, или угроза обширного цунами в случае падения в океан. Такие события происходят в среднем один раз в 10000 — 100000 лет. |
| 10.                                                                                 | Неизбежное столкновение, способное вызвать глобальную климатическую катастрофу, которая может угрожать будущему цивилизации в её нынешнем виде, независимо от того, куда произойдёт падение — в океан или на поверхность суши. Такие события происходят в среднем один раз в 100000 лет или ещё реже. |

## Некоторые астероиды, получившие оценку по шкале

### Ненулевое значение[3]
- Нет астероидов, достигших ненулевого значения.[4]

### Снижено до нуля[5]
- Астероид (99942) Апофис стал первым объектом, получившим 2 балла по туринской шкале 23 декабря 2004 года[6], и в дальнейшем рейтинг был поднят до 4 баллов с максимальным шансом столкновения на 13 апреля 2029 года в 2,7%[7].  Впоследствии риск был уменьшен сначала до 1, затем до 0.
- Астероид (144898) 2004 VD17 17 апреля 2006 года имел 2 балла по туринской шкале.[8] Позже риск был уменьшен до 0.
- Астероид 2024 YR4 (диаметр ~55 метров) был на уровне 3 баллов с 27 января 2025 года по 20 февраля 2025 года[9], понижен до 1 балла 20 февраля 2025 года и до 0 баллов 23 февраля[10].
- Большое число астероидов, переведённых с 1 на 0 по Туринской шкале.